# Субпрефектура Эрмелину-Матараззу
Субпрефектура Эрмелину-Матараззу (порт. Subprefeitura de Ermelino Matarazzo) — одна из 31 субпрефектур города Сан-Паулу, находится в восточной части города. Общая площадь 15,1 км². Численность населения — 210 709 жителей.
В составе субпрефектуры Эрмелину-Матараззу 2 округа:
- Ермелину-Матараззу (Ermelino Matarazzo)
- Понти-Раза (Ponte Rasa)